# Roque Nublo
Der Roque Nublo (span. „Wolkenfels“) ist ein Berg auf der Kanareninsel Gran Canaria (Spanien). Sein gleichnamiger Gipfelaufbau, ein auffälliger Basaltfelsen, erreicht 1813 msnm und zählt damit zu den höchsten Erhebungen Gran Canarias. Er gilt als Wahrzeichen der Insel.
Der Roque Nublo ist die dritte Höhe der Insel Gran Canaria, nach dem Morro de la Agujereada mit 1956 Metern und dem Pico de las Nieves mit 1949 Metern.

## Lage und Umgebung
Der Roque Nublo liegt im Zentrum Gran Canarias im Municipio Tejeda, die Grenze zum Municipio San Bartolomé de Tirajana verläuft nur etwa einen Kilometer südöstlich. Er ist umgeben vom nach ihm benannten Naturschutzgebiet Monumento natural del roque nublo, das mit einer Fläche von 451,8 ha den gesamten Berg umfasst und Bestandteil des über 263 km² großen Naturparks Parque Rural del Nublo ist. Etwa vier Kilometer östlich liegt der 1949 Meter hohe Pico de las Nieves, der zweithöchste Berg der Insel. Die nächstgelegenen Ortschaften sind Ayacata, etwa zwei Kilometer südlich, und La Culata, etwa zwei Kilometer nordöstlich gelegen.
Der Gipfelfels Roque Nublo erhebt sich etwa 65 Meter über seine Umgebung, eine verhältnismäßig flache Gipfelebene. 500 Meter südöstlich ist dem Roque Nublo der 1737 m hohe Roque de San José vorgelagert, ein weiterer auffälliger Felsturm ist der El Fraile (Der Mönch). Unmittelbar neben dem Roque Nublo liegt der deutlich niedrigere Roque Rana (Froschfelsen).

## Geologie

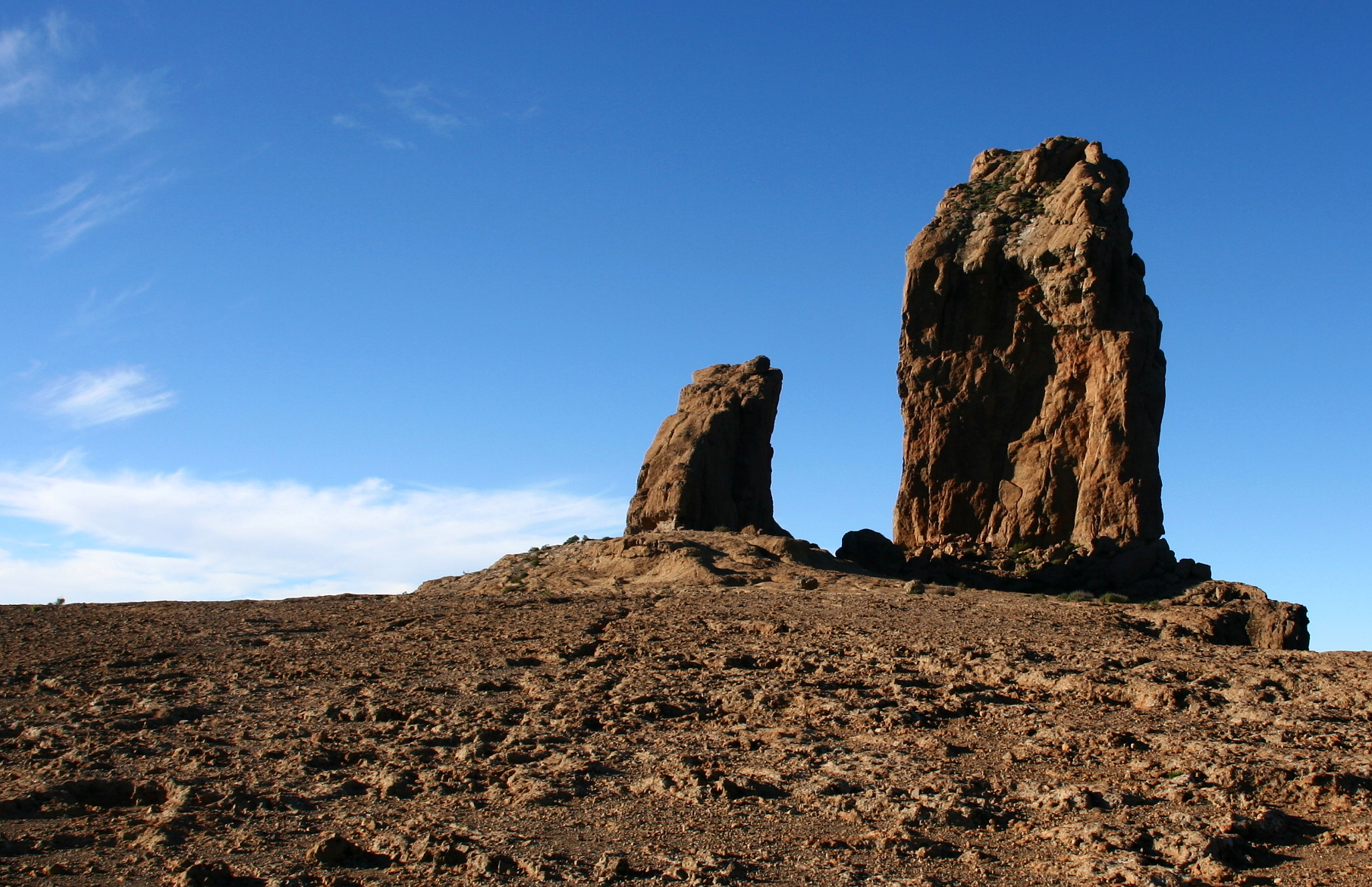
Roque Rana (links) und Roque Nublo, zwei Vulkanschlote aus Basaltbrekzie

Der Roque Nublo ist der Rest eines einstmals viel höheren Stratovulkans. Die Entstehung dieses Vulkans begann vor etwa 4,2 bis 4,6 mya mit dicken mafischen Lavaströmen, die die erodierten Reste eines früheren Vulkans aus dem Miozän überlagerten und bis zu 20 km weit zur Küste vordrangen. Die Ausbrüche dauerten etwa 1,5 Millionen Jahre an, wobei sich das geförderte Gestein vor etwa 3,9 mya zunehmend zu Trachyt und Phonolith änderte. Die nun explosiveren Eruptionen im Gipfelbereich produzierten brekzienartige Ignimbritablagerungen, bis die Ausbrüche vor etwa 3 mya durch die Intrusion phonolithischer Schlotpfropfen endeten. Insgesamt wird das Volumen des Vulkankomplexes auf 200 km³ geschätzt, die Höhe des Vulkans dürfte zumindest 2500 m, möglicherweise aber auch deutlich über 3000 m betragen haben. Seit dieser Zeit unterlag der Vulkan einer starken Erosion. Gesteinsablagerungen riesiger Erdrutsche sind bis in eine Entfernung von 25 km zu finden. Der Gipfelfelsen des Roque Nublo, ein ehemaliger Pfropf eines Vulkanschlots, unterlag durch seine härtere Basaltbrekzie der Erosion in geringerem Ausmaß als das weichere umgebende Gestein und blieb so als Härtling erhalten.

## Flora und Fauna

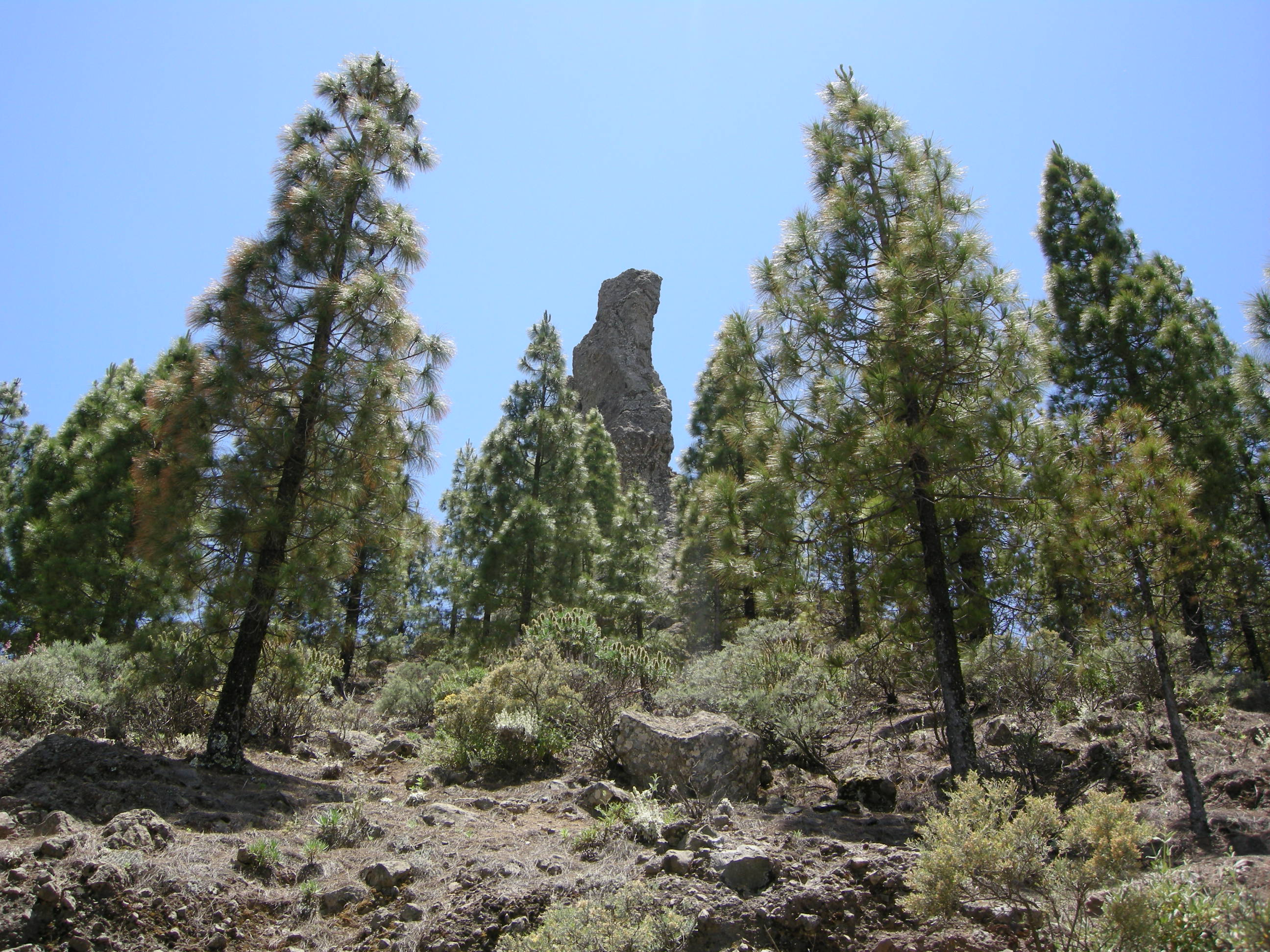
Vegetation unterhalb des Gipfelfelsens

An den Flanken wird die Vegetation des Berges von ausgedehnten Kiefernwäldern dominiert, darüber hinaus sind insbesondere am Gipfelplateau auch nur kärglich bewachsene felsige Abschnitte zu finden. Des Weiteren sind hier Salbei, Silber-Brandschopf, Ginster, Wolfsmilch und Mutterkraut zu finden. Mehrere hier vorkommende Arten, unter anderem der Gattungen Natternköpfe, Wicken (Vicia) und Aeonium sind auf Gran Canaria endemisch.
Die Vogelfauna hat seltene Unterarten von Bluthänfling, Raubwürger, Gebirgsstelze und Kanarenmeise aufzuweisen. Die Reptilien sind mit Walzenskinken vertreten.

## Tourismus

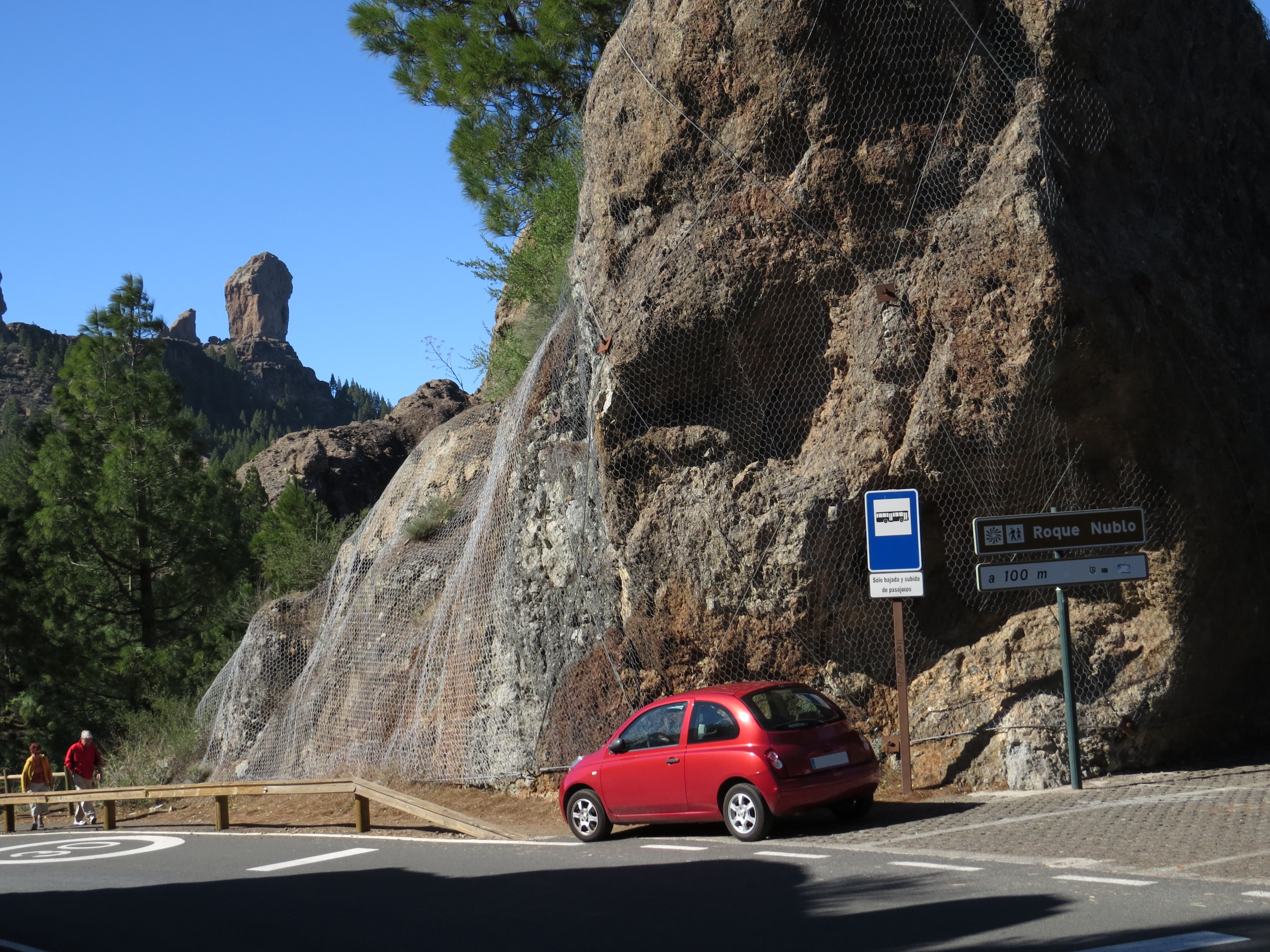
Parkplatz und Bushaltestelle am Roque Nublo

Das Plateau des Roque Nublo ist ein beliebtes Wanderziel und über gut ausgebaute Wanderwege leicht erreichbar. Von der südöstlich am Berg vorbeiführenden Straße, die hier bis in eine Höhe von 1581 m führt, nimmt der Zustieg zum Roque Nublo etwa eine halbe Stunde in Anspruch. Vom Gipfelplateau aus reicht die Aussicht bis zum Teide auf Teneriffa.
Seit Februar 2025 gelten neue Regeln für den Besuch des Roque Nublo. Damit die Besucherzahlen auf einem umweltverträglichen Niveau bleiben, ist die tägliche Anzahl der Besucher limitiert. Genehmigungen sind über Reservas Roque Nublo online buchbar.
Der Gipfelfelsen des Roque Nublo ist Kletterern vorbehalten. Er ist als ältestes Klettergebiet der Insel durch über zehn Routen erschlossen, auch am Roque rana sind etwa zehn Routen zu finden. Die Schwierigkeiten reichen von 4a bis 7b+ (französische Skala).

## Geschichte
Der Roque Nublo war zur Zeit der Canarios als Heiliger Berg von Bedeutung. Sie hatten hier einen Kultplatz errichtet, auf dem dem Sonnengott geopfert wurde. In Volksliedern wie dem vom Sombra del Nublo (Schatten des Wolkenfelsens) hat der Felsen bis heute große Bedeutung.
Die Erstbesteigung des Felsens gelang am 20. Juni 1932 den deutschen Ingenieuren Ranschert, Langenbacher und Wolffschmitt über die Route Alemana (V+ A0) im Südosten. Sie waren nach Gran Canaria gekommen, um beim Ausbau des Hafens von Las Palmas mitzuarbeiten. Nach ihnen ist heute auch die schwierigste Route, Vía del Alemán (Weg des Deutschen, 7b+), durch die Südostflanke benannt.